# Diploglena major
Espèce
Synonymes
- Diploglena capensis major Lawrence, 1928

Diploglena major est une espèce d'araignées aranéomorphes de la famille des Caponiidae.

## Distribution
Cette espèce se rencontre en Namibie, au Botswana et en Afrique du Sud.

## Description
Diploglena major compte deux yeux.
Les mâles mesurent de 4,50 à 7,15 mm et les femelles de 6,00 à 9,30 mm.

## Publication originale
- Lawrence, 1928 : Contributions to a knowledge of the fauna of South-West Africa VII. Arachnida (Part 2). Annals of the South African Museum, vol. 25, p. 217-312.